# Dél-Amerika országai

Dél-Amerika fekvése a Földön

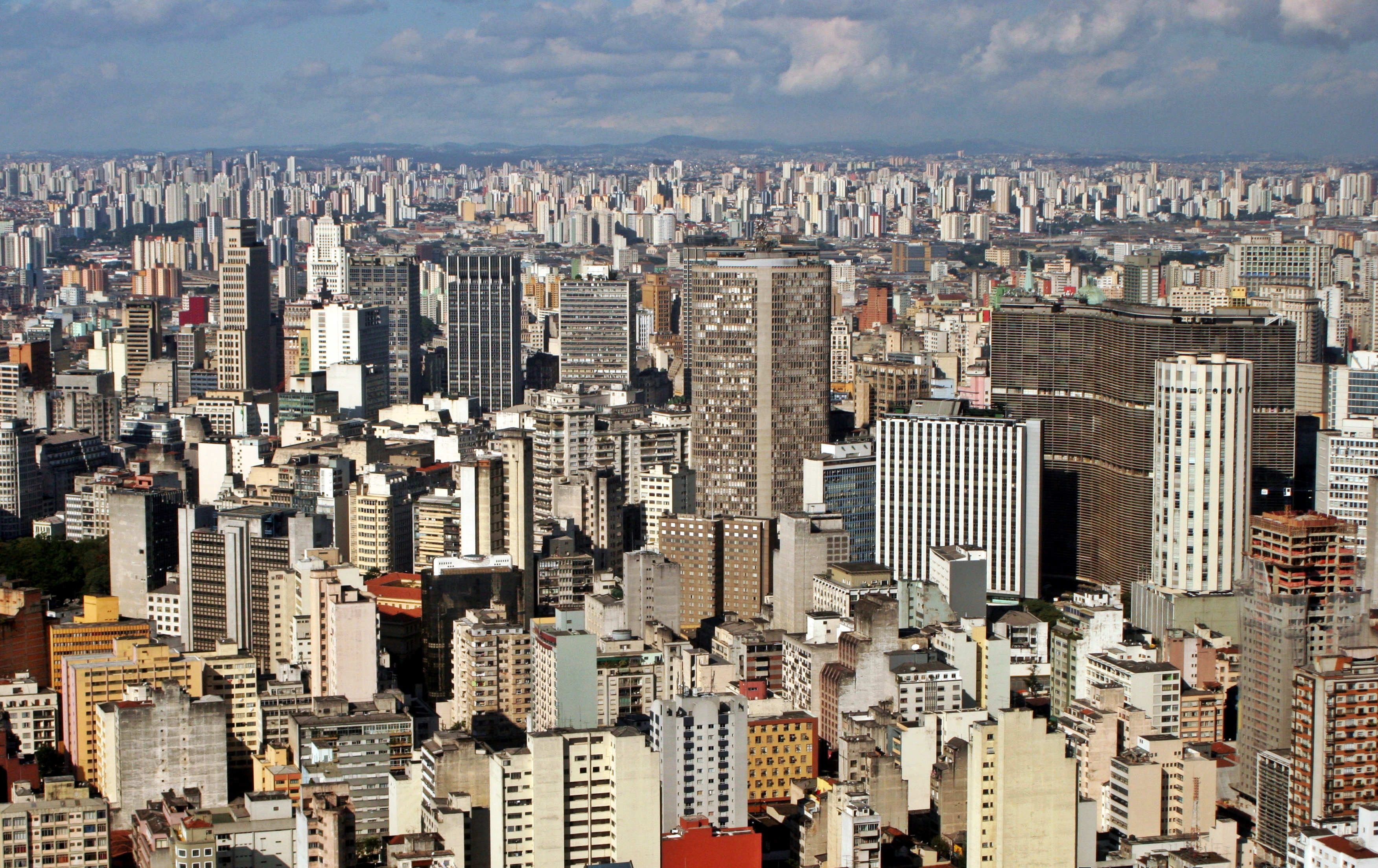
São Paulo, a világ harmadik legnépesebb városa, Brazília gazdasági központja

Dél-Amerikának 12 független országa és 1 egyéb területe van. Az alábbi táblázat Dél-Amerika országainak területét, lakosságszámát, gazdasági helyzetét, és a fővárosuk (legnagyobb városuk) lakosságszámát tartalmazza az országok neve szerint rendezve.
Dél-Amerika legnagyobb területű és legnépesebb országa Brazília. Dél-Amerika országai közül a legnagyobb népsűrűségű Ecuador, a legkisebb népsűrűségű pedig Suriname. A földrész három legnépesebb, 10 milliós fölötti lakosságú városa São Paulo, Buenos Aires és Rio de Janeiro. Dél-Amerika valamennyi országának a lakossága folyamatosan növekszik.
Az egy főre eső GDP alapján – a PPP (vásárlóerő-paritás) szerint számítva – Dél-Amerika leggazdagabb országai Argentína (13 600 USD/fő), a legszegényebb dél-amerikai országok Bolívia, Ecuador és Guyana, amelyekben az egy főre eső éves GDP csupán 2500–4000 dollár. (Összehasonlításul Magyarországon 15 500, az Európai Unió egészében 26 900 dollár.)

## Független államok
Az országok lakossága a 2005-ös állapotokat mutatja, a fővárosok lakossága pedig a zárójelben megadott évre vonatkozik. Az adatok nem a közigazgatási városhatárokat, hanem az egybefüggő városterületet veszik figyelembe, amely a városhatároknál lehet szűkebb vagy tágabb is (agglomeráció). Azoknál az országoknál, ahol nem a főváros a legnagyobb város, zárójelben az ország legnépesebb városát is megadtuk.
| Név       | Terület (km²) | Népesség (fő, 2005) | Népsűrűség (fő/km²) | GDP/PPP (USD/fő, 2005) | Főváros (legnagyobb város) | A főváros népessége (fő)          | Hivatalos nyelv                  |
| --------- | ------------- | ------------------- | ------------------- | ---------------------- | -------------------------- | --------------------------------- | -------------------------------- |
| Argentína | 2 766 890     | 39 900 000          | 15                  | 13 600                 | Buenos Aires               | 11 200 000 (1998)                 | spanyol (rioplatense)            |
| Bolívia   | 1 098 580     | 9 000 000           | 8                   | 2 700                  | Sucre (La Paz)             | 1 500 000 (2001)                  | spanyol, kecsua, ajmara, guaraní |
| Brazília  | 8 511 965     | 188 100 000         | 22                  | 8 500                  | Brazíliaváros (São Paulo)  | 1 600 000 (2000) 17 700 000(2005) | portugál                         |
| Chile     | 756 950       | 16 100 000          | 22                  | 11 300                 | Santiago de Chile          | 5 400 000 (2002)                  | spanyol                          |
| Ecuador   | 283 560       | 13 500 000          | 49                  | 3 900                  | Quito (Guayaquil)          | 1 500 000 (2003) 2 300 000 (2003) | spanyol                          |
| Guyana    | 214 970       | 770 000             | 4                   | 3 900                  | Georgetown                 | 250 000 (1998)                    | angol                            |
| Kolumbia  | 1 138 910     | 43 600 000          | 42                  | 7 100                  | Bogotá                     | 7 000 000 (2003)                  | spanyol                          |
| Paraguay  | 406 750       | 6 500 000           | 16                  | 4 900                  | Asunción                   | 1 500 000 (2000)                  | spanyol, guaraní                 |
| Peru      | 1 285 220     | 28 300 000          | 22                  | 6 000                  | Lima                       | 7 000 000 (2000)                  | spanyol, kecsua, ajmara          |
| Suriname  | 163 270       | 440 000             | 3                   | 4 700                  | Paramaribo                 | 240 000 (2004)                    | holland                          |
| Uruguay   | 176 220       | 3 400 000           | 20                  | 10 000                 | Montevideo                 | 1 400 000 (1996)                  | spanyol (rioplatense)            |
| Venezuela | 912 050       | 25 700 000          | 29                  | 6 400                  | Caracas                    | 2 800 000 (2001)                  | spanyol                          |
| Összesen  | 17 846 954    | 376 000 000         | 21                  | 7300                   |                            |                                   |                                  |

## Függő területek
| Név               | Az ország, amelyhez tartozik | Terület (km²) | Népesség (fő) | Népsűrűség (fő/km²) | GDP/PPP (USD/fő) | Székhely | Székhely népessége (fő) | Hivatalos nyelv |
| ----------------- | ---------------------------- | ------------- | ------------- | ------------------- | ---------------- | -------- | ----------------------- | --------------- |
| Falkland-szigetek | Nagy-Britannia               | 12 173        | 3000 (2003)   | 0,2                 | 25 000           | Stanley  | 2121 (2012)             | angol           |

## Európai országok dél-amerikai részei
| Név            | Az ország, amelynek része | Terület (km²) | Népesség (fő)  | Népsűrűség (fő/km²) | GDP/PPP (USD/fő) | Székhely | Székhely népessége (fő) | Hivatalos nyelv |
| -------------- | ------------------------- | ------------- | -------------- | ------------------- | ---------------- | -------- | ----------------------- | --------------- |
| Francia Guyana | Franciaország             | 91 000        | 200 000 (2005) | 2                   | 8300             | Cayenne  | 63 468 (2021)           | francia         |